# Великі Лісівці
Великі Лісівці — село в Україні, у Попільнянській селищній територіальній громаді Житомирського району Житомирської області. Чисельність населення становить 432 особи (2001). У 1923—2016 роках — адміністративний центр колишньої однойменної сільської ради.

## Загальна інформація
Розташоване за 8 км північно-західніше смт Попільня та залізничної станції Попільня, на правому березі річки Унава. Поблизу села пролягає автошлях Житомир — Сквира.

## Населення
У середині 19 століття налічувалося 734 жителі, з них 722 православних, 12 католиків. Станом на 1885 рік в селі мешкало 782 особи, налічувалося 104 дворових господарства.
Відповідно до результатів перепису населення Російської імперії 1897 року, загальна кількість мешканців села становила 1 319 осіб, з них: православних — 1 268, чоловіків — 619, жінок — 700.
Наприкінці 19 століття кількість населення становила 1 331 особу, з них чоловіків — 650 та 681 жінка, дворів — 215.
Станом на 1972 рік кількість населення становила 729 осіб, дворів — 267.
Відповідно до результатів перепису населення СРСР, кількість населення, станом на 12 січня 1989 року, становила 505 осіб. Станом на 5 грудня 2001 року, відповідно до перепису населення України, кількість мешканців села становила 432 особи.

### Мова
Розподіл населення за рідною мовою за даними перепису 2001 року:
| Мова       | Кількість | Відсоток |
| ---------- | --------- | -------- |
| українська | 425       | 98.38%   |
| російська  | 7         | 1.62%    |
| Усього     | 432       | 100%     |

## Історія
Відоме з 1746 року. Входило до Паволоцького ключа, згодом, разом із ним, належало Ф. Уварову, який продав село Добровольському, той — Дяковському. У 1748 році збудовано нову церкву, на місці старої, описаної у візитації Паволоцького деканату 1746 року.
У середині 19 століття — поселення Сквирського повіту Київської губернії, на правій стороні Унави, за 12 верст північніше Паволочі. Землі 1 571 десятин, належить поміщикові Ф. Дяковському, католику, який придбав село у 1850 році. Церкві належало 53 десятини землі, в тому числі під лісом.
Станом на 1885 рік — колишнє власницьке село Попільнянської волості Сквирського повіту Київської губернії, на річці Унава. Були церковна парафія, школа, заїзд, лавка.
Наприкінці 19 століття — власницьке село Попільнянської волості Сквирського повіту Київської губернії. Відстань до повітового центру, м. Сквира — 30 верст, до волосного центру, с. Попільня, де розміщувалися також найближча поштова земська станція — 4 версти, до найближчої залізничної станції Попільня, де розміщувалася також поштово-телеграфна станція — 7 верст. Основним заняттям мешканців було рільництво. У селі числилося 1 859 десятин землі, з них 830 десятин належало поміщикам, 860 десятин — селянам, церкві — 57 десятин, іншим прошаркам населення — 112 десятин. Село належало дворянинові К. Г. Дяківському, господарював сам поміщик, застосовував трипільну сівозміну. В селі була православна церква, церковно-парафіяльна школа, водяний млин, кузня, 2 маслобійні, казенна винна лавка, хлібна комора. Пожежна команда мала насос, 4 діжки та 2 багри.
У 1923 році включене до складу новоствореної Великолісовецької сільської ради, яка, 7 березня 1923 року, увійшла до складу новоутвореного Попільнянського району Білоцерківської округи, адміністративний центр ради.
На фронтах німецько-радянської війни воювали 145 селян, з них 80 нагороджені орденами й медалями, 83 загинули. На їх честь встановлено пам'ятник та, у 1967 році, споруджено обеліск Слави.
У радянські часи в селі розміщувалася центральна садиба колгоспу, який обробляв 1 247,3 га угідь, в тому числі 1 194,8 га рілля, 26 га саду, 13 га лісу, 5 га водоймищ. Були цегельний завод та пилорама. Господарство вирощувало зернові та технічні культури, мало розвинуте м'ясо-молочне тваринництво.
В селі були восьмирічна школа, будинок культури, 2 бібліотеки, медичний пункт, сезонні дитячі ясла, 2 магазини.
17 серпня 2016 року включене до складу новоствореної Попільнянської селищної територіальної громади Попільняського району Житомирської області. Від 19 липня 2020 року, разом з громадою, в складі новоствореного Житомирського району Житомирської області.

## Відомі люди
- Дітковський Анатолій Павлович (1934—2021) — український вчений, доцент кафедри оперативної хірургії та топографічної анатомії Національного медичного університету імені Олександра Богомольця.